# Детская железная дорога (аттракцион)

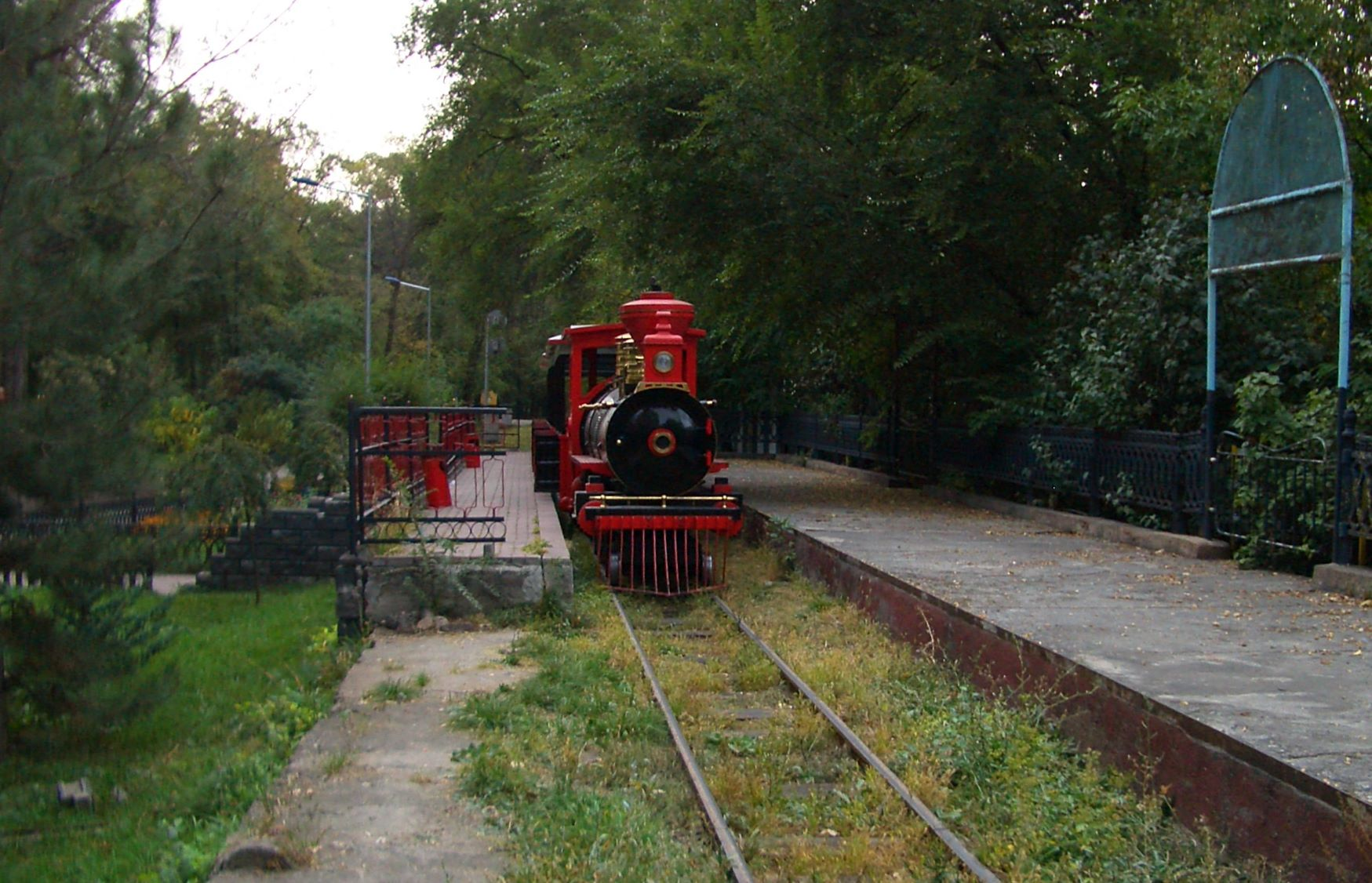
Детская Ж-Д в ЦПКиО г. Алматы

«Детская железная дорога» — так иногда называют парковые аттракционы, которые фактически не являются ни настоящими детскими железными дорогами, ни парковыми железными дорогами — так как не выполняют педагогических функций и лишь отдалённо напоминают настоящие железные дороги. В контексте этой статьи словосочетание детские железные дороги будет употребляться в кавычках по отношению к аттракционам, и без кавычек по отношению к настоящим детским железным дорогам.

## Небольшие аттракционы

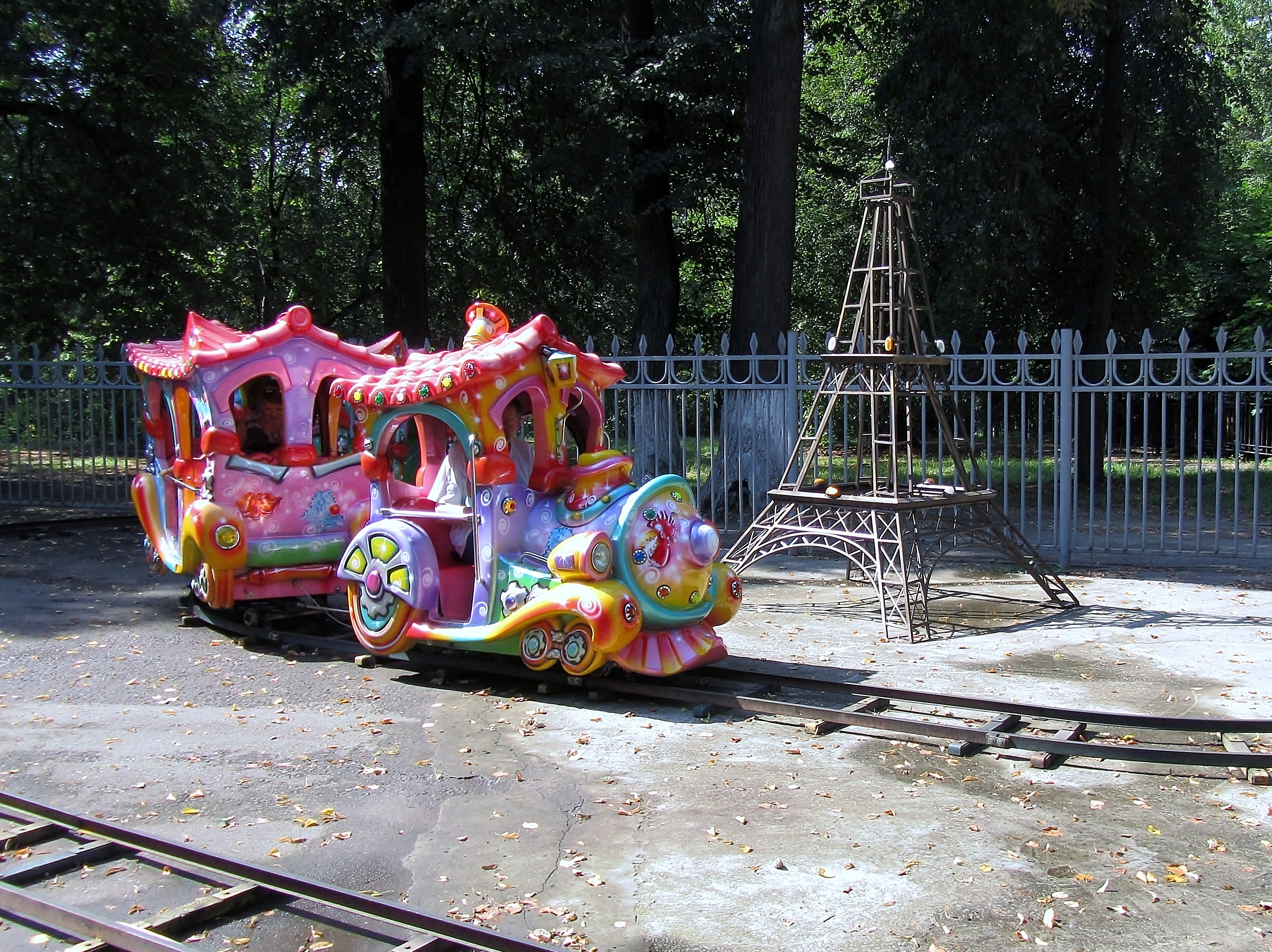
«Железная дорога» для самых маленьких, Раменское

«Детская железная дорога» представляет собой замкнутую микроколейную (реже — узкоколейную) трассу протяжённостью от нескольких десятков до нескольких сотен метров. Обычно она имеет форму овала или круга, но встречаются и более сложные формы, с несколькими поворотами, бывают варианты путей с небольшими подъёмами и спусками. Какое-либо путевое развитие почти всегда отсутствует. Депо представляет собой навес с боковыми стенками, обычно металлический, установленный над трассой аттракциона, в настоящее время существование даже такого депо далеко не обязательно. Применяется только электрическая тяга.
Поезд состоит из электровоза, стилизованного под паровоз, и нескольких вагонов (обычно двух—трёх). Для составов большей длины применяется моторвагонная тяга. Бывают и другие варианты оформления, например под трамвайчики, машинки, стилизованных животных. Компоновка салона вагонов соответствует таковой у пассажирских вагонов микроколейных железных дорог.
На электрифицированных дорогах электропитание поступает через контактный провод или контактный рельс, проложенный между опорными рельсами. Токосъём осуществляется находящимся под полом электровоза или моторвагонов троллеем. Напряжение первичной сети — обычное для питания парковых аттракционов, три фазы 380 В, приходящих на трансформатор. Напряжение, выдаваемое трансформатором в контактную сеть — переменное 36 В.
Мощность двигателя — от 0,75 до 2 кВт, в зависимости от сложности и протяженности пути, количества вагончиков. Общая мощность может достигать 10 кВт. Чаще всего управление осуществляется не из кабины локомотива, а с поста, расположенного на единственной станции (вернее, платформе). Как правило пост управления расположен в будке, которая часто также используется как касса для продажи билетов на аттракцион.
Вдоль трассы аттракциона обычно устанавливают бутафорские светофоры, семафоры и другую железнодорожную атрибутику.
Продолжительность катания составляет обычно около трёх минут.
«Детские железные дороги» рассчитаны на детей в возрасте двух-пяти лет.
Бывают также педальные «детские железные дороги». На таких аттракционах используются несцепленные между собой велодрезины, которым придаётся привлекательный для детей вид, обычно — внешность паровозика.

## Большие аттракционы
Встречаются и довольно большие аттракционные железные дороги, по своим размерам сравнимые с настоящими детскими железными дорогами. Например, в Бахмаче имеется аттракционная железная дорога длиной 1,8 км.